# Ryszewo, Tỉnh West Pomeranian
Ryszewo [rɨˈʂɛvɔ] (tiếng Đức: Groß Rischow), là một ngôi làng thuộc khu hành chính của Gmina Pyrzyce, thuộc quận Pyrzyce, West Pomeranian Voivodeship, ở phía tây bắc Ba Lan. Nó nằm khoảng 6 kilômét (4 mi) phía bắc Pyrzyce và 32 km (20 mi) về phía đông nam của thủ đô khu vực Szczecin.
Trước năm 1945, khu vực này là một phần của Đức. Đối với lịch sử của khu vực, xem Lịch sử của Pomerania.
Ngôi làng có dân số 173 người.